# 즉석밥
즉석밥(영어: instant rice)은 조리가 된 상태로 판매되는 밥이다. 대한민국에서는 흔히 햇반이라고 불리는데, 이것은 1996년 CJ제일제당이 출시한 즉석밥의 상표이다.. 그 외에도 즉석밥은 오뚜기밥, 쎈쿡 등도 있고 과거에는 농심이 햅쌀밥을 출시한 바 있었다.
보통 전자레인지에 데워 먹는다.
통상 전자레인지로 조리를 하지만 끓는 물에 일정 시간 담갔다가 꺼내는 방법도 있다. 조리 시간은 전자레인지를 기준으로 2분~2분 30초이다. 
즉석밥 특유의 인스턴트 냄새 때문에 싫어하는 사람들도 있다.

## 갤러리

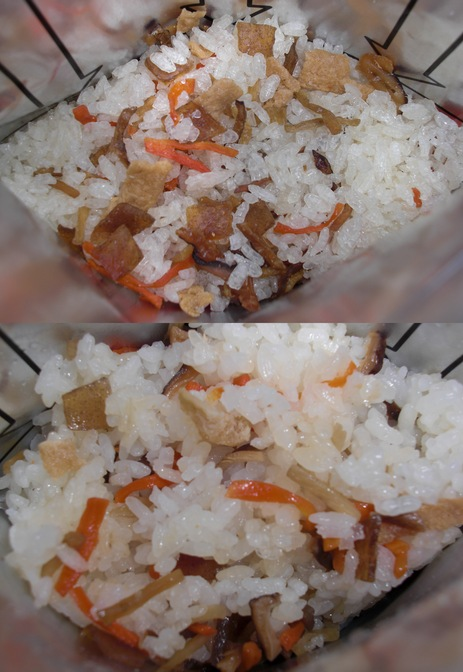
갓지어 만든 알파화미의 실제 배경 사진